# Yanping (Taitung)
Yanping (chinesisch 延平鄉, Pinyin Yánpíng Xiāng) ist eine Landgemeinde im Landkreis Taitung auf Taiwan (Republik China).

## Lage, Geographie und Klima
Yanping besteht aus zwei Teilen, die nur durch einen schmalen Korridor miteinander verbunden sind. Der größere, westliche Teil liegt im Taiwanischen Zentralgebirge, während der kleinere östliche Teil am Südende des Huatung-Tals liegt
Durch den Korridor fließt der Fluss Luye, der sich im größeren westlichen Teil Yanpings aus zahlreichen Nebenflüssen speist und seinen Lauf durch den Verbindungskorridor nimmt. Mehr als 95 % der Gemeindefläche entfallen auf Bergland und die durchschnittliche Höhe über dem Meeresspiegel liegt bei über 400 Metern. Es herrscht ein tropisches Monsunklima. Die Durchschnittstemperatur in der Region beträgt 28 °C im Sommer und 19 °C im Winter. Die Nachbargemeinden sind (von Norden im Uhrzeigersinn): Haiduan, Luye, Donghe, Beinan, Wutai und Maolin. 
In der Vergangenheit wurde die Gemeinde wie auch andere Berglandgemeinden in Taiwan mehrfach von Naturkatastrophen betroffen.

## Bevölkerung
Im Jahr 2012 lebten in Yanping 3249 Angehörige indigener Völker (davon 185 in den Ebenen und 3064 im Bergland), entsprechend etwa 90 % der Bevölkerung. Diese gehörten ganz überwiegend der Ethnie der Bunun an. Die Bevölkerung ist überwiegend christlichen Bekenntnisses.

## Landwirtschaft
Die Landwirtschaft ist der dominierende Wirtschaftszweig. Im Jahr 2012 wurden 1.537,31 Hektar Land landwirtschaftlich genutzt. Angebaut wurden u. a. Reis (122,25 ha), Futtermais (30,2 ha), Ingwer (19,1 ha), Kürbis (7,6 ha), Tee (5,2 ha), Kohl (5,2 ha), Bambussprossen (5,2 ha), sowie auf 414 ha diverse Früchte (flächenmäßig am bedeutendsten: Japanische Aprikose 66 ha, Ananas 58 ha, Zimtäpfel 21 ha, Bananen 13 ha, Betelnüsse 75 ha, Pflaumen 77 ha, Pfirsiche 13 ha).
| Gliederung von Yanping                                                           |
| Pasikau 桃源村 Vakangan 紅葉村 Sanungsung 永康村 Buklavu 武陵村 Tulanzang 鸞山村 |

## Administrative Gliederung
Yanping ist in fünf Dörfer aufgeteilt (Namen in Bunun-Sprache, chinesischer Schrift und Transkription): Pasikau (桃源村, Taoyuan), Vakangan (紅葉村, Hongye), Sanungsung (永康村, Yongkang), Buklavu (武陵村, Wuling) und Tulanzang (鸞山村, Laoshan). Der Verwaltungssitz mit dem Gemeindebüro befindet sich im Dorf Taoyuan, in dem sich das Gemeindebüro befindet.

## Verkehr
Die wichtigste Verkehrsader ist die Provinzstraße 9, die von der Stadt Taitung aus in Richtung Huatung-Tal zieht und dabei zwischen den beiden Teilen von Yanping verläuft. Einen ähnlichen Verlauf nimmt die Taitung-Linie (台東線) der Taiwanischen Eisenbahn.

## Sehenswürdigkeiten
Auf dem Bunun-Freizeitbauernhof (布農部落,  Bùnóng Bùluò, englisch Bunun Leisure Farm) im Dorf Pasikau (Taoyuan) lässt sich bäuerliches Leben mit dem Erlebnis der Bunun-Volkskultur verbinden.
Im Dorf Vakangan/Hongye befindet sich eine kleine Gedenkhalle, die an den 7:0-Sieg der Baseball-Jugendmannschaft von Hongye gegen eine hochrangige japanische Jugendmannschaft am 25. August 1968 erinnert. Das Ereignis führte damals zu einem regelrechten Baseball-Boom in Taiwan, so dass taiwanische Baseball-Teams in den 1970ern eine wichtige Position in der Weltspitze einnahmen.

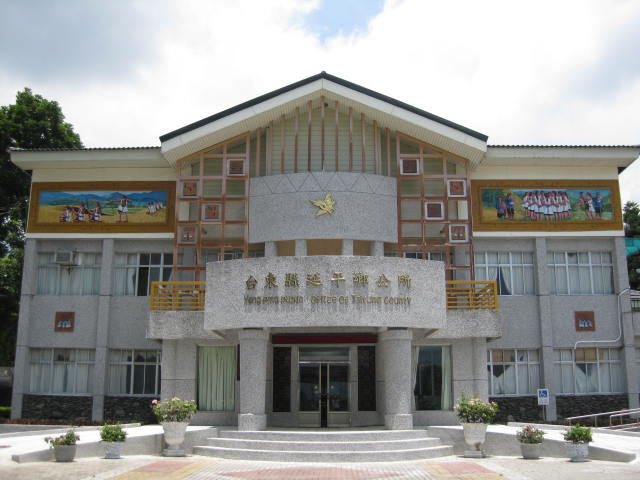
Gemeindebüro
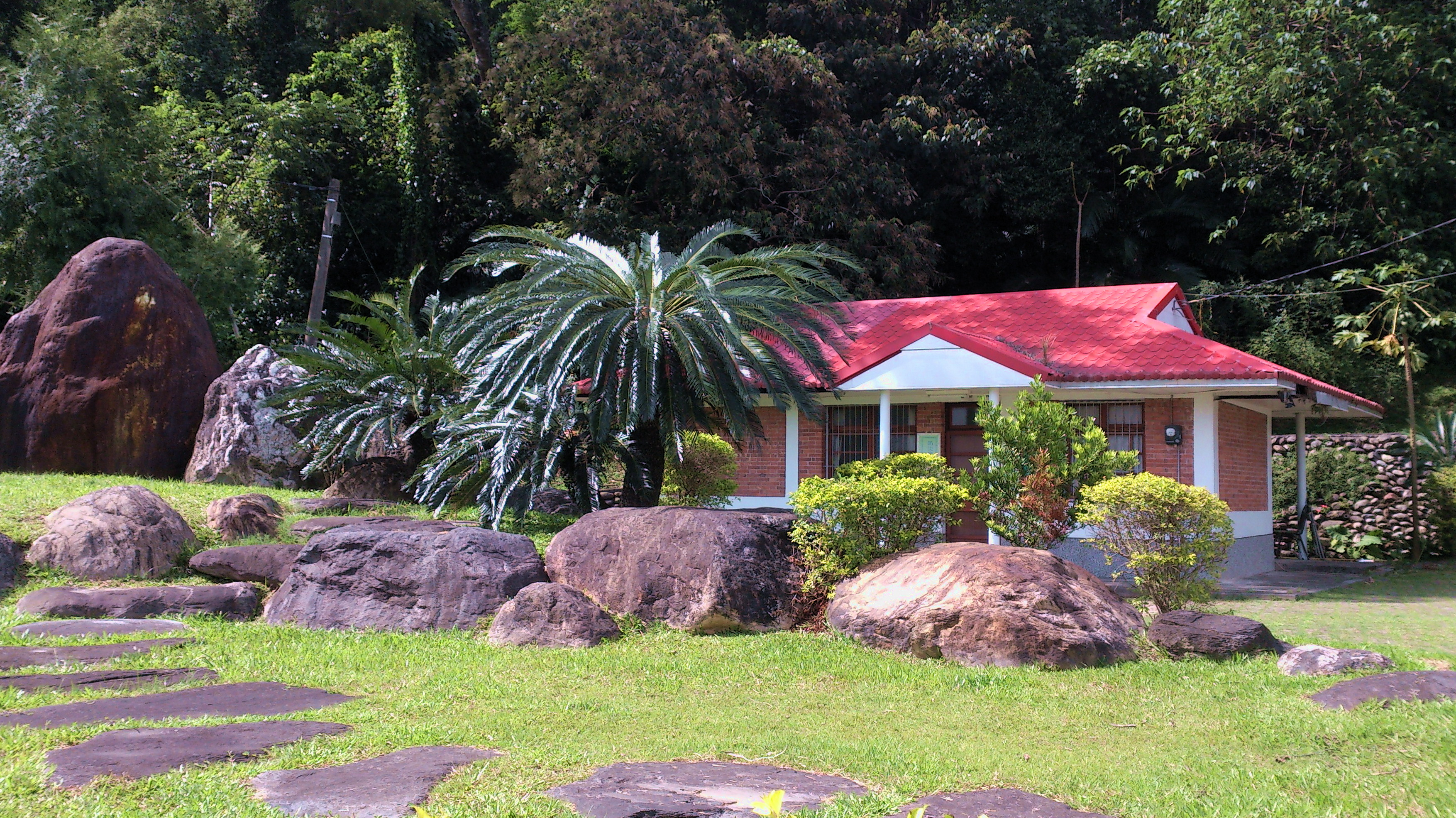
Auf dem Bunun-Freizeitbauernhof